# 篠崎晃一
篠崎 晃一（しのざき こういち、1957年 - ）は、日本の言語学者、方言学者・社会言語学者。

## 経歴
「出身地鑑定方言チャート」作成指導者。現在東京女子大学現代教養学部国際社会学科国際関係専攻教授。
読売新聞金曜夕刊「にほんご」面で『方言探偵団』を連載中、日本テレビ「ワーズハウスへようこそ」の番組監修も行う。

## 年表
- 1983年：千葉大学卒業
- 1987年：東京都立大学 (1949-2011)大学院修了
- 1994年：東京都立大学 (1949-2011)人文学部助教授
- 2005年：首都大学東京都市教養学部助教授
- 2008年：東京女子大学現代文化学部教授
- 2009年：東京女子大学現代教養学部教授
- 2012年：同女子大学教授

## 著書
- 『九州・沖縄「方言」から見える県民性の謎』（2014/7/2）